# Jazykový tandem
Jazykový tandem je označení pro metodu výuky cizích jazyků, při níž dochází k vzájemné jazykové výměně mezi tandemovými partnery. V ideálním případě jsou rodilými mluvčími cílového jazyka, který se chce jejich partner v jazykové výměně naučit. Tato metoda výuky jazyků je jedinečná v tom, že nezahrnuje tradiční složku učitele jako autority, ale oba členové se musí rovnoměrně podílet na procesu učení a sami nad ním převzít kontrolu.